# Cochlodina laminata
Cochlodina laminata е вид коремоного от семейство Clausiliidae.

## Разпространение
Видът е разпространен в Европа (Чехия, България, Холандия, Полша, Словакия, Украйна, Ирландия и Великобритания).